# GEA Group
De GEA Group is een technologisch conglomeraat, dat zich richt op mechanische engineering zoals procestechnologieën en componenten. De holding van de GEA Group is gevestigd in Düsseldorf in Duitsland. 
De groep bestaat uit 250 bedrijven, verspreid over 50 landen wereldwijd. In december 2015 omvatte de GEA Group meer dan 17.000 werknemers en behaalde een omzet van 4,6 miljard euro in 2015. Het bedrijf is beursgenoteerd en maakt deel uit van de MDAX-aandelenindex.

## Divisies
De GEA Group valt uiteen in 5 segmenten, te weten;
- Farm Technologies
- Food Solutions
- Mechanical Equipment
- Process Engineering
- Refrigeration

## Geschiedenis
- 1881 Oprichting van de "Metallgesellschaft AG (MG)" als een metaalhandelsmaatschappij
- 1920 Oprichting van het Gezeltschap voor procesinstallaties
- 1989 GEA betreedt de aandelenmarkt
- 1991 Periode van veel overnames
- 1992 MG verwerft "Dynamit Nobel AG"
- 1994 Heroriëntering van de MG-groep in een innovatieve technologische groep
- 1999 MG verwerft "GEA AG"
- 2000 MG wordt "mg Technologies AG"
- 2003 Strategische heroriëntatie naar gespecialiseerde machinebouw
- 2005 Hernoemen van "mg Technologies AG" tot "GEA Group Aktiengesellschaft"
- 2008 Nieuwe structuur met nieuwe afdelingen: Air Treatment, Refrigeration, Process Equipment, Mechanical Equipment, Farm Systems, Thermal Engineering, Process Engineering, Emission Control, Pharma Systems. "GEA" als hoofdmerk van het bedrijf.
- 2010 GEA stroomlijnt de structuur van de groep. Centralisering van alle activiteiten voor warmtewisselaars. Negen afdelingen worden vijf segmenten: GEA Farm Technologies, GEA Refrigeration Technologies, GEA Process Engineering GEA Mechanical Equipment, GEA Heat Exchangers.
- 2011 Overname van Convenience Food Systems (CFS), met hoofdkantoor in Bakel, Nederland. Integratie van CFS in GEA als 6e segment; GEA Food Solutions.
- 2014 GEA Group sluit overeenkomst af voor de verkoop van het segment Heat Exchangers aan Triton. Dit segment krijgt in 2015 de naam Kelvion. Nieuwe structuur voor segmenten van GEA. Focus op voedingssector.